# Kelsey Serwa
Kelsey Serwa (Kelowna, 1 de septiembre de 1989) es una deportista canadiense que compitió en esquí acrobático, especialista en la prueba de campo a través.
Participó en tres Juegos Olímpicos de Invierno, entre los años 2010 y 2018, obteniendo una medalla de oro en Pyeongchang 2018 y una de plata en Sochi 2014, ambas en el campo a través.
Ganó una medalla de oro en el Campeonato Mundial de Esquí Acrobático de 2011. Adicionalmente, consiguió tres medallas en los X Games de Invierno.

## Medallero internacional
| Juegos Olímpicos   | Juegos Olímpicos             | Juegos Olímpicos | Juegos Olímpicos |
| Año                | Lugar                        | Medalla          | Prueba           |
| ------------------ | ---------------------------- | ---------------- | ---------------- |
| 2014               | Sochi (Rusia)                | Medalla de plata | Campo a través   |
| 2018               | Pyeongchang (Corea del Sur)  | Medalla de oro   | Campo a través   |
| Campeonato Mundial |                              |                  |                  |
| Año                | Lugar                        | Medalla          | Prueba           |
| 2011               | Deer Valley (Estados Unidos) | Medalla de oro   | Campo a través   |

| X Games de Invierno | X Games de Invierno    | X Games de Invierno | X Games de Invierno |
| Año                 | Lugar                  | Medalla             | Prueba              |
| ------------------- | ---------------------- | ------------------- | ------------------- |
| 2010                | Aspen (Estados Unidos) | Medalla de bronce   | Campo a través      |
| 2011                | Aspen (Estados Unidos) | Medalla de oro      | Campo a través      |
| 2016                | Aspen (Estados Unidos) | Medalla de oro      | Campo a través      |